# Bertrand Pelletier

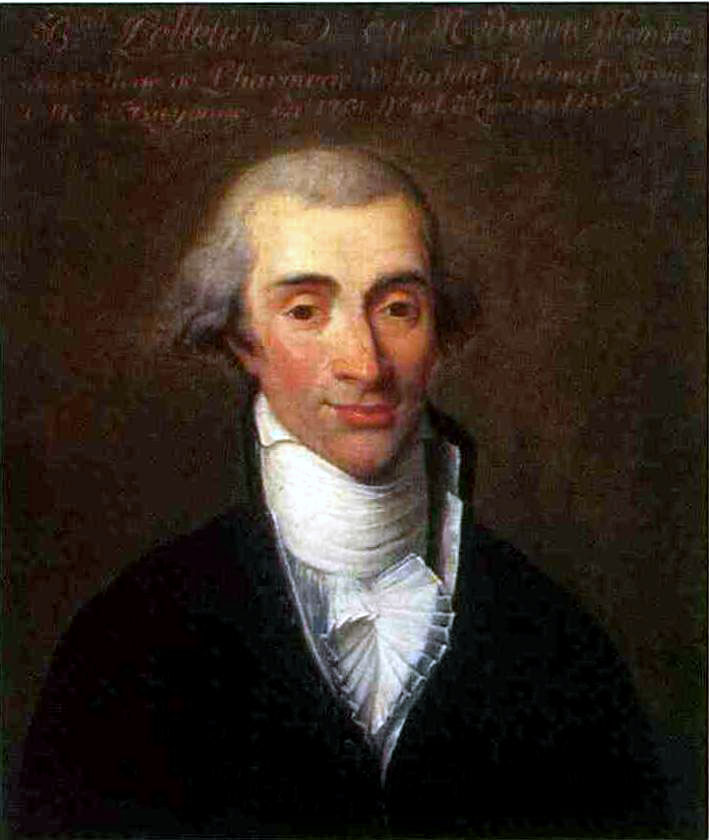
Bertrand Pelletier

Bertrand Pelletier, född 31 juli 1761 i Bayonne, död 21 juli 1797 i Paris, var en fransk farmakolog. Han var far till Pierre Joseph Pelletier.
Pelletier var apotekare i Paris, ledamot av franska vetenskapsakademien, blev mot slutet av sitt liv professor i kemi vid École polytechnique i Paris. 